# Marcopolo Torino
Marcopolo Torino é uma família de carrocerias de ônibus urbanos fabricado pela empresa gaúcha Marcopolo desde 1983.
Foi lançada em 1983 para substituir o Veneza II, que teve muitas unidades vendidas durante sua fabricação. O primeiro modelo do Torino foi inspirado no Sanremo II. Em 1984 foi lançado uma nova versão, que foi produzida até 1988, com janela do motorista maior e placa traseira entre o conjunto de faróis. Em 1994 é lançado o modelo GV, seguido pela versão 2007 e pela atual versão 2014.
Atualmente rodam pelas ruas Torinos de todas as gerações, tanto nas capitais como nas pequenas cidades. O modelo é um dos mais antigos em produção no país e já foi encarroçado em chassis dianteiro, traseiro e central há mais de 30 anos.

## Evolução do modelo

### Torino 1983

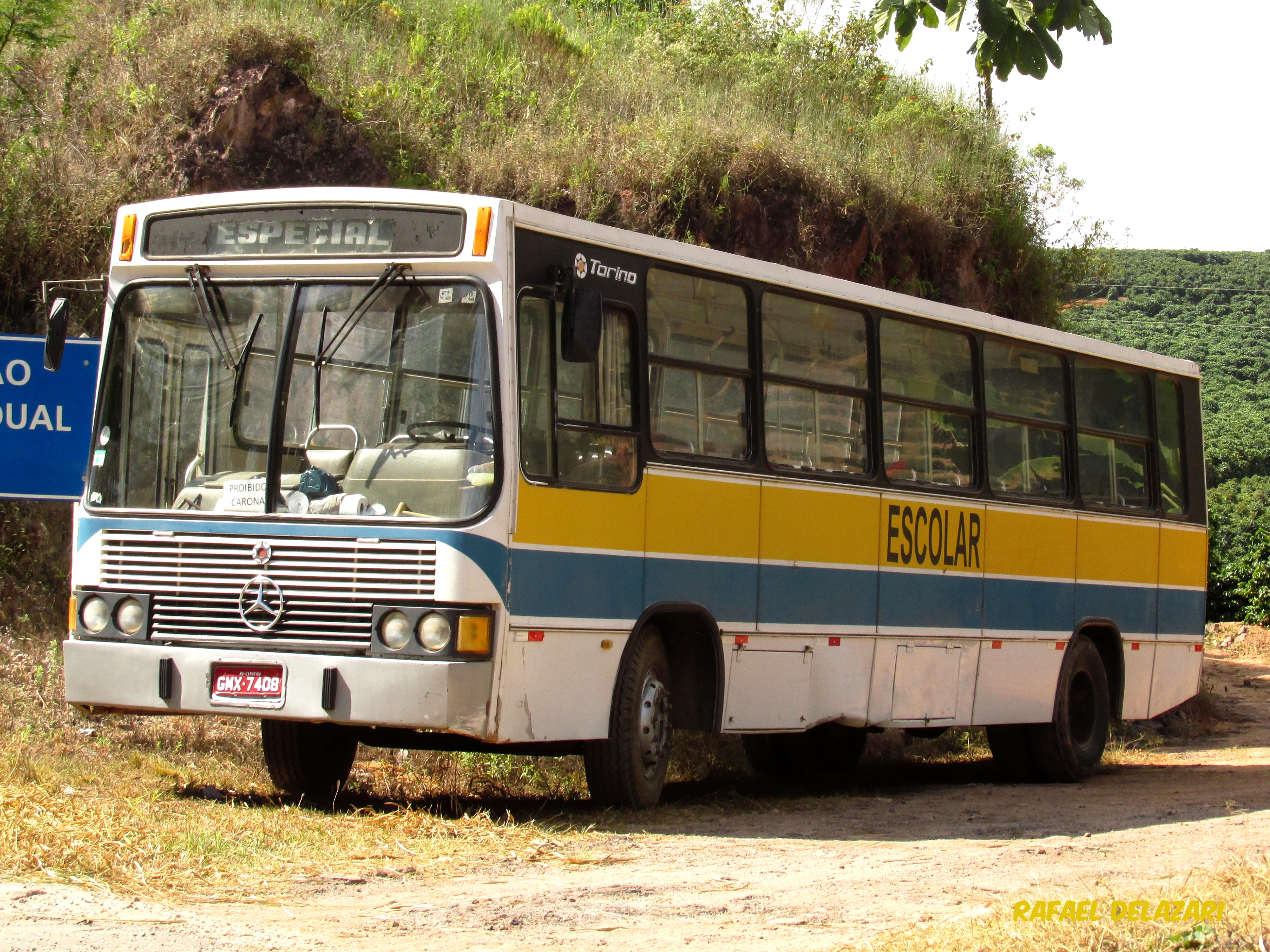
Torino 1983 fazendo transporte escolar em Martins Soares, interior de MG

A primeira geração do Torino teve seu protótipo construído na fábrica da Eliziário, em Porto Alegre, que nesta época já pertencia à Marcopolo. Mas a produção em série começou na planta de Caxias do Sul (sede da Marcopolo), no bairro Planalto.
Em março de 1983, com o slogan de lançamento Sistema Tecnológico de Transportes, as novas carroçarias de ônibus tanto para o segmento rodoviário quanto para o urbano foram apresentadas. É lançado assim a nova linha de produtos da empresa que inclui os modelos Torino, Viaggio e Paradiso. O primeiro, o Torino G3, lançado para substituir a linha Veneza II (lançado em 1974) e era quase idêntico ao modelo Sanremo II (há um boato que o modelo 83 do Sanremo tenha sido lançado como trampolim para o lançamento do Torino, visto que era o modelo do Sanremo com os detalhes mais idênticos ao Torino), sendo um dos modelos inspirados no Projeto Padron, iniciado em 1978 e que incluia também o modelo Sanremo. A janela do motorista era, portanto, considerada pequena e a placa traseira de identificação ficava no para-choque.
Em 1984, o Marcopolo Torino ganha algumas alterações visuais, com janela do motorista maior e placa traseira não mais no para-choque, mas entre as lanternas da parte de trás. Chamado de Torino G4.

### Torino 1989

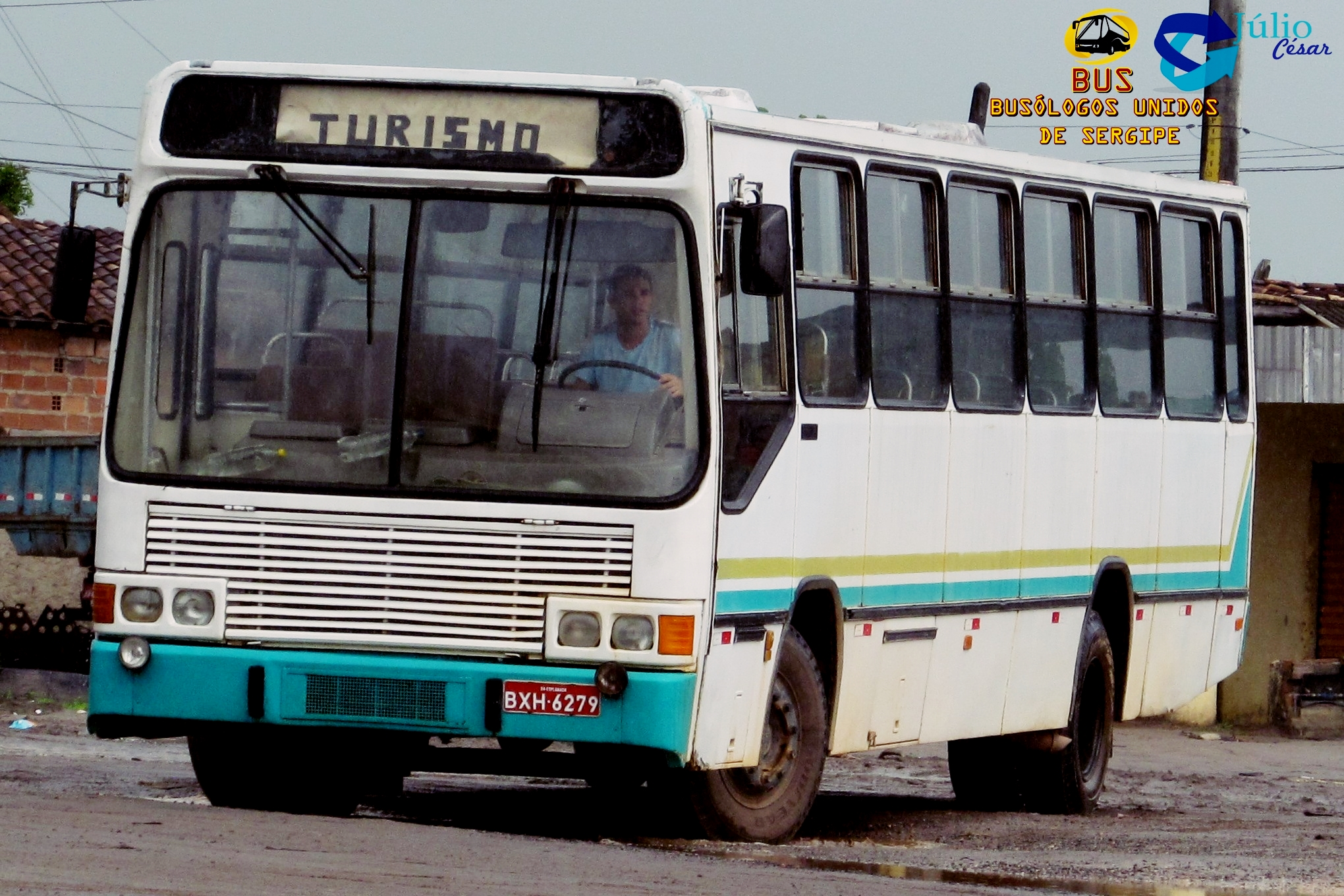
Torino 1989 em Esplanada-BA

Em 1989, o Torino foi reestilizado, com novo desenho da janela do motorista e novos faróis na frente e na traseira. É também conhecido como Marcopolo Torino LN. Este modelo ganhou novo sistema de abertura das portas. Seu lançamento veio para fortalecer a marca no mercado de extrema concorrência, com os lançamentos do Caio Vitória, Thamco Scorpion e Nielson Urbanus.

### Torino GV

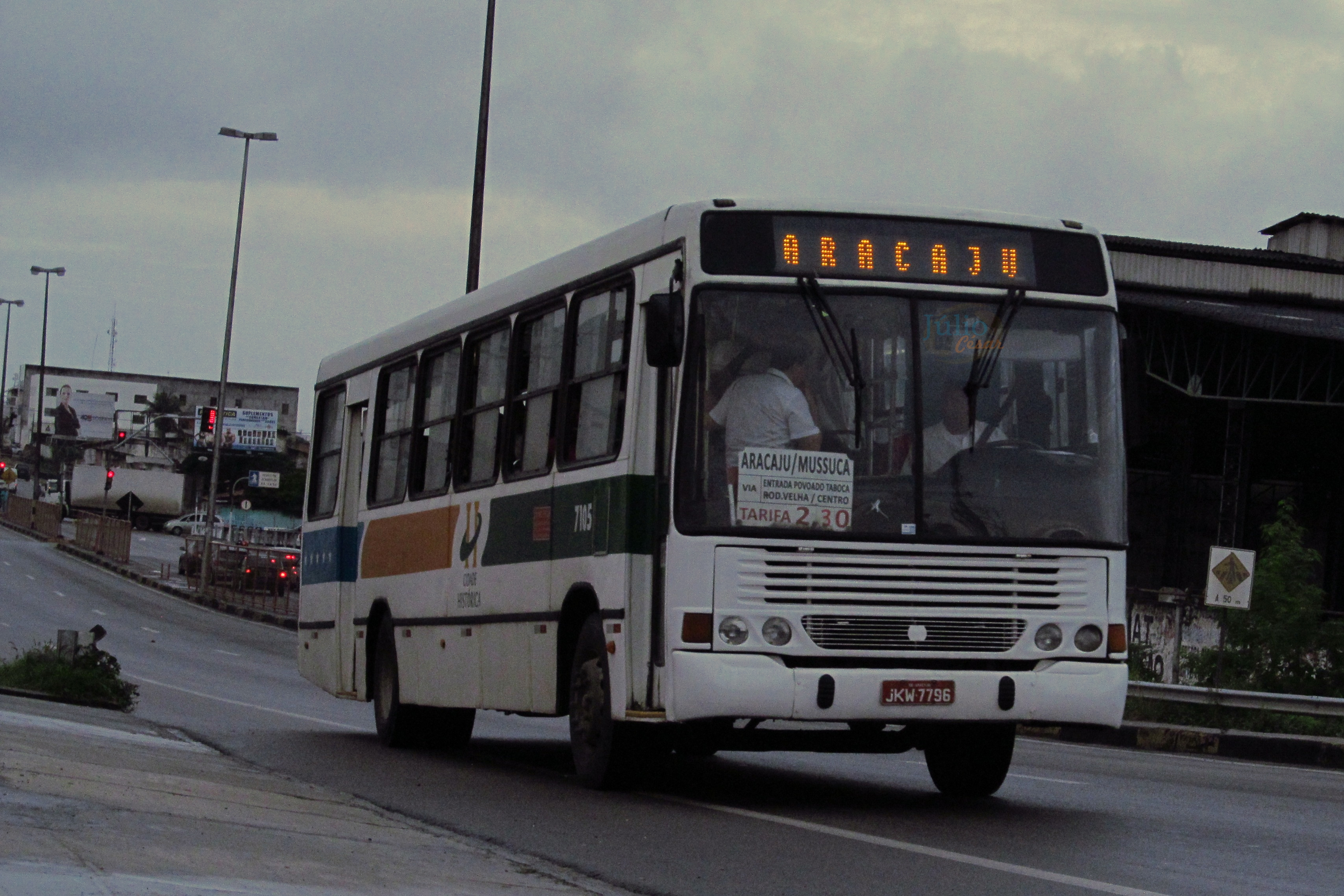
Torino GV da Auto Viação Cidade Histórica - Aracaju-SE

Em 1994, era lançado o Torino GV ou G5, com o G se referindo a geração de produtos que é a mesma da linha rodoviária. Com novo layout na frente e na traseira, com brake-light opcional e o nome da Marcopolo em baixo relevo. Em 1997, foi lançada a nova versão com brake-light de série. Neste mesmo ano a Marcopolo desenvolveu o Torino LS (Long Size) especialmente para a cidade de Curitiba, mas empresas de outras cidades como São Paulo também o compraram. Tinha altura interna de 2,20 metros (30 cm a mais que os primeiros modelos) e a adoção de um teto inteiriço feito em fibra de vidro, que eliminou a necessidade de rebites e reduziu o peso do veículo. Em 1998 é lançado o Torino Low-Entry, um dos primeiros ônibus com piso baixo do Brasil.

### Torino 1999

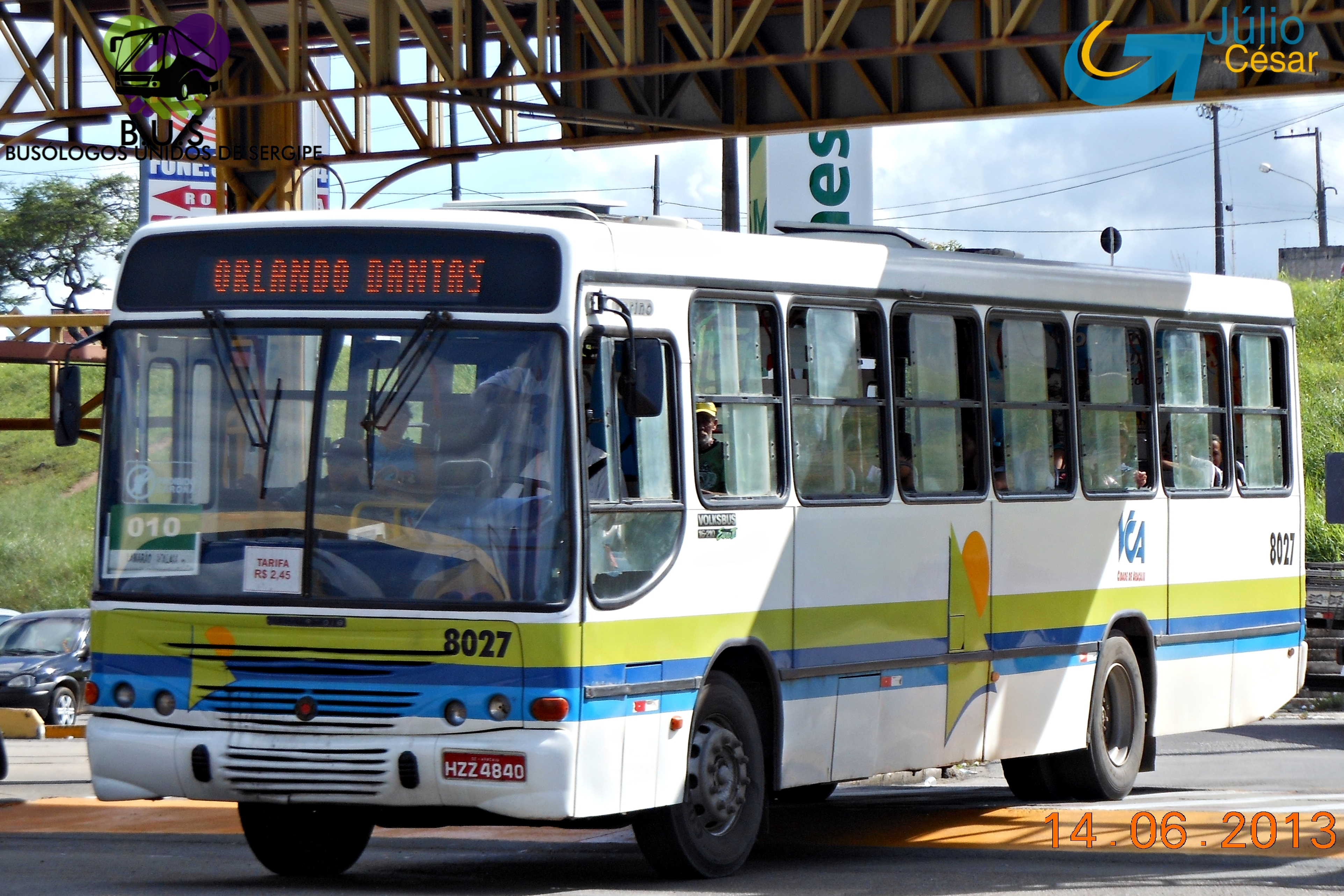
Torino 1999 da VCA em Aracaju - SE

No final de 1998, o Torino passa por uma pequena reestilização de faróis e lanternas traseira, mantendo laterais e interior do salão praticamente sem novidades. Essa versão é conhecida por Torino 1999, G6 ou GV2,(denominação idealizada por João Manoel da Silva, para diferenciar do GV) entretanto ele exibia apenas o nome Torino. Ele também ganha um "primo", o Ciferal Turquesa, em razão da compra de parte da Ciferal, pela Marcopolo. O Torino LS e o Low Entry também foram reestilizados. Esse modelo é considerado o percursor do Marcopolo Viale. Alguns anos depois esse Torino viria a receber uma atualização em seu salão, recebendo assentos individuais reestilizados e balaustres curvos.

### Torino 2007

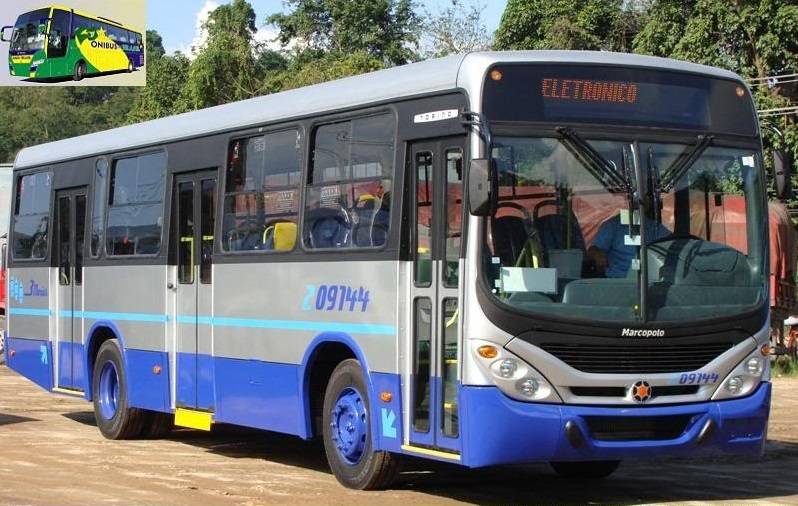
Torino 2007 da Três Marias em Porto Velho-RO

Em 2007, é lançada uma nova versão do modelo, exibindo ainda apenas o nome Torino sem referência a sua geração. Ele é conhecido por Torino 2007 ou G7 e é inspirada no Gran Viale, Ciferal Citmax e Neobus Mega 2006. Em 2013, ganha uma atualização, com mudanças no acabamento interno.

### Torino 2014

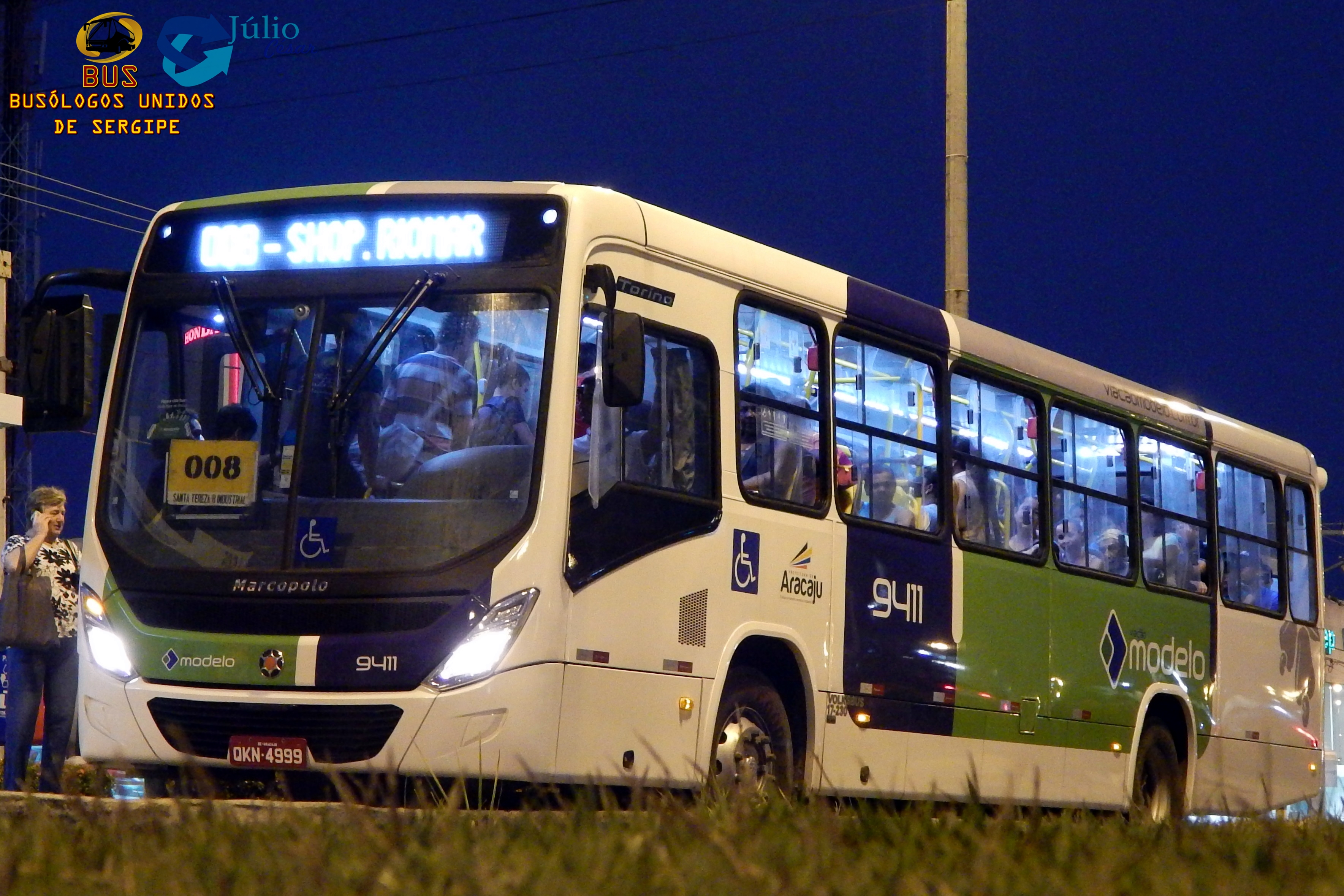
New Torino (2014) da Viação Modelo em Aracaju - SE

O Torino 2014, também conhecido como New Torino ou Torino G8, foi introduzido pela Marcopolo desde o final de 2013. Inspirado no Viale BRT, foi a mudança mais radical entre todos os modelos, sendo mais largo e com tecnologias embarcadas como campainha wireless e comandos no painel do motorista feitos a partir de uma tela touchscreen de 3,5", além disso é o primeiro modelo a utilizar lanternas em LED. Em 2015 foram lançadas as versões  motor traseiro, low-entry (piso baixo) e o Torino Express (articulado). É encarroçado nos chassis Iveco, Mercedes-Benz, Volkswagen, Scania F250HB, Volvo B270F, Agrale MA 15/MA 17 com motorização dianteira. respectivamente.

### Torino S
Em 2017, foi criado o Torino S, com pequenas modificações em relação ao Torino 2014, como faróis dianteiros e traseiros, além de a placa traseira estar situada acima do para-choque, entre os faróis.